# 이응우
이응우(李應雨, 1957년 2월 12일~)는 대한민국의 정치인이다. 제6대 충청남도 계룡시장이다. 본관은 경주 이씨다.

## 학력
- 원주고등학교 (20회/졸업)
- 육군3사관학교 (16기 / 학사)
- 국방대학교 (국방과학 / 석사)
- 건양대학교 (사회복지학 / 석사)
- 배재대학교 (행정학 / 박사)

## 경력
- 2008.06: 육군 대령 예편
- 2008.11 ~ 2012.02: 아시아나항공 비상계획관 (항공보안팀장)
- 더불어 행복한 계룡만들기운동본부 공동대표
- 호원대학교 겸임교수
- 2015.07 ~ 2017.06: 민주평화통일자문회의 자문위원
- 배재대학교 행정학 객원교수
- 2017.09 ~ 2022.08: 배재대학교 대외협력교수
- 2021.03 ~ : 국민의힘 중앙위원회 국방안보분과 부위원장
- 2022.07 ~ : 제6대 민선 8기 충청남도 계룡시장(초선)

## 역대 선거 결과
|  | 11.73% |

|  | 31.06% |

|  | 54.74% |

| 전임 최홍묵 | 제6대 충청남도 계룡시장 2022년 7월 1일~ |  |